# Шастал, Дмитрий Владимирович
Дми́трий Влади́мирович Ша́стал (укр. Дмитро Володимирович Шастал; род. 30 декабря 1995 года, Киев, Украина) — украинский футболист, полузащитник клуба «Левый берег».

## Биография
Воспитанник спортивной школы «Смена Оболонь», киевских любительских клубов «Звезда» и РВФУК. В 2014 году стал игроком «Колоса» из Ковалёвки, выступавшего на тот момент в Любительском чемпионате Украины. В 2015 году перешел в ФК «Полтава». Дебютировал в основном составе этого клуба 21 марта 2015 года в мачте 18 тура первой лиги Украины с «Динамо-2» из Киева, во время которого был заменен на 52-й минуте. 23 мая 2015 года в игре с МФК «Николаев» забил свой единственный гол за «Полтаву». Всего за этот клуб провел 21 матч в первой лиге Украины, а также сыграл одну встречу в Кубке Украины,
В июле 2016 года заключил контракт с футбольным клубом «Энергия» (Новая Каховка). Свой дебютный матч за эту команду сыграл 24 июля 2016 года во встрече первого тура второй лиги Украины с «Нивой» из Винницы. Дебютные голы за этот клуб забил 5 августа 2016 года на 42-й и 51-й минутах игры с ПФК «Арсенал-Киевщина» (Белая Церковь). Всего за «Энергию» провел 50 матчей, 3 из которых — в Кубке Украины. Забив при этом в играх второй лиги 28 мячей и один гол в кубковой встрече.
В начале 2018 года отправился на предсезонный сбор вместе к ФК «Александрия». 2 февраля 2018 года подписал трехлетний контракт с этим клубом. Дебютировал за основной состав «Александрии» 6 марта 2018 года в матче 22 тура УПЛ с «Звездой» (Кропивницкий), выйдя на замену на 69-й минуте встречи.

## Достижения
«Полесье» (Житомир)
- Победитель Первой лиги Украины: 2022/23